# Diversidad sexual en Rumanía
La diversidad sexual en Rumanía, al igual que en otros estados de Europa Oriental y Central, no es generalmente aceptada con normalidad, permaneciendo en importantes sectores de la sociedad actitudes homófobas. Sin embargo, la legislación en torno a este asunto ha cambiado de manera importante desde su democratización, pues para hacer realidad la entrada de este Estado a la Unión Europea era imprescindible eliminar la homofobia de la legislación. Las relaciones homosexuales en privado se legalizaron en 1996, pero no fue hasta el 2000 cuando se eliminó totalmente la legislación en contra de la homosexualidad; también desde esas fechas se han elaborado nuevas leyes contra la discriminación.

## Historia
Castigada hasta hace poco, la homosexualidad fue perseguida por el Artículo 200, que fue una sección del código penal que prohibió cualquier tipo de relación homosexual tanto en público como en privado; introducida por Nicolae Ceauşescu fue abolida completamente el 22 de junio de 2001 bajo las presiones de los organismos europeos.
Durante el período comprendido entre la legalización en 1996 de las relaciones homosexuales en privado y el ingreso en la Unión Europea en 2007, el gobierno rumano ha elaborado leyes que castigan las actitudes discriminatorias. Además en 2002 se igualó la edad de consentimiento de las relaciones sexuales entre hetero y homosexuales en los 15 años. Todos estos cambios progresistas provocaron que se reconozca que "es uno de los cinco países donde ha habido un progreso ejemplar en combatir abusos basados en orientación sexual o en identidad de género" (en este grupo se encuentran también España, Sudáfrica, Brasil y Fiyi).
Desde el 1 de enero de 2007, como miembro de pleno derecho de la Unión Europea, en Rumanía se han de cumplir todas las normativas europeas, entre ellas las de no discriminación por motivos de orientación sexual. También en Rumanía, como en el resto de Europa, la Comisión Europea trabaja por erradicar la homofobia.

## Derechos civiles
En la actualidad los rumanos homosexuales ya no son castigados por las leyes y están defendidos por las leyes antidiscriminatorias, aunque no disfrutan de derechos como el matrimonio igualitario.

### Matrimonio
El matrimonio igualitario no está regulado en Rumanía, ni se prevé que lo esté a corto plazo, pues recibe muy poco apoyo popular y político: el 11% de los rumanos lo apoya frente al 79% que lo rechaza y no hay ningún partido con representación parlamentaria que lo apoye (en general, o se posicionan en contra o no se pronuncian al respecto). 
Sin embargo, después de la GayFest del 2006 el director ejecutivo de ACCEPT (una organización proderechos LGBT) contrajo matrimonio en Rumanía con su novio, matrimonio que no tiene validez, pero que, sin embargo, fue bendecido por la Iglesia de la Comunidad Metropolitana de Bucarest (una iglesia que defiende los derechos de los homosexuales). Al no tener validez, anunciaron que, como su novio es español, se casarían legalmente en España.

## Sociedad y homosexualidad
Como ya se ha dicho, los ciudadanos rumanos tienen una visión bastante más negativa de la homosexualidad que sus vecinos europeos, y por tanto su homofobia es mayor. A esta conclusión llevan diversos estudios estadísticos, entre los cuales se encuentra uno que indica que un 40% de los rumanos está a favor que se expulsen del país a todos los homosexuales. Consecuentemente el apoyo popular a la ampliación de los derechos de este colectivo es muy reducido, siendo según el Eurobarómetro de octubre de 2006 de un 11% respecto al matrimonio igualitario, el más bajo de toda la UE (siendo su media de un 44%) y el 79% lo rechaza (cantidad sólo superada por Grecia, Chipre y Letonia).